# 日本比較生理生化学会
日本比較生理生化学会（にほんひかくせいりせいかがくかい、英;The Japanese Society for Comparative Physiology and Biochemistry）は、比較生理生化学および関連分野の学術研究を振興し広範な生命現象の理解をはかることを目的とする学術団体（定款1条、2条）。

## 概略
1978年11月25日に日本動物生理学会が発足し、1989年に日本比較生理生化学会に改称した。日本動物生理学会の時代から年に一回、全国大会を開催する。1年に3回又は4回、『比較生理生化学』を発行する。生物科学学会連合の加盟団体になっている。

### 事務局の住所
旧住所　東京都調布市調布ヶ丘1-5-1 電気通信大学 大学院情報理工学研究科 基盤理工学専攻 内。
新住所　大阪府豊中市待兼山町　大阪大学大学院理学研究科生物科学専攻内

## 沿革
- 1975年11月に第1回動物生理学シンポジウムが東京大学で開催された[4]。
- 1978年11月24日及び25日に第4回動物生理学シンポジウムが岡山市まきび会館で開催された[4]。
- 1978年11月25日に日本動物生理学会設立大会が開催された[4]。
- 1979年8月31日～9月2日に第1回日本動物生理学会大が、北海道教育文化会館において開催された[4]。
- 1989年11月に「日本動物生理学会」から「日本比較生理生化学会」へ名称を変更する決議が行なわれた[4]。
- 1990年に「日本動物生理学会」から「日本比較生理生化学会」へ名称を変更した。

## 全国大会
毎年、全国大会が開催される。
- 第42回山形大会、山形大学（山形市小白川キャンパス）、2020年11月22日、11月23日[7]

- 第43回札幌オンライン大会、オンライン開催、2021年12月4日（土）、5日（日）[8]

## 会長
- 2012年～2015年、神崎亮平[9]
- 2016年～2019年、尾崎まみこ[10]
- 2020年～2021年、深田吉孝 (東京大学 大学院理学系研究科 生物科学専攻)[11]
- 2022年～、寺北明久[12]